# The Great Picture

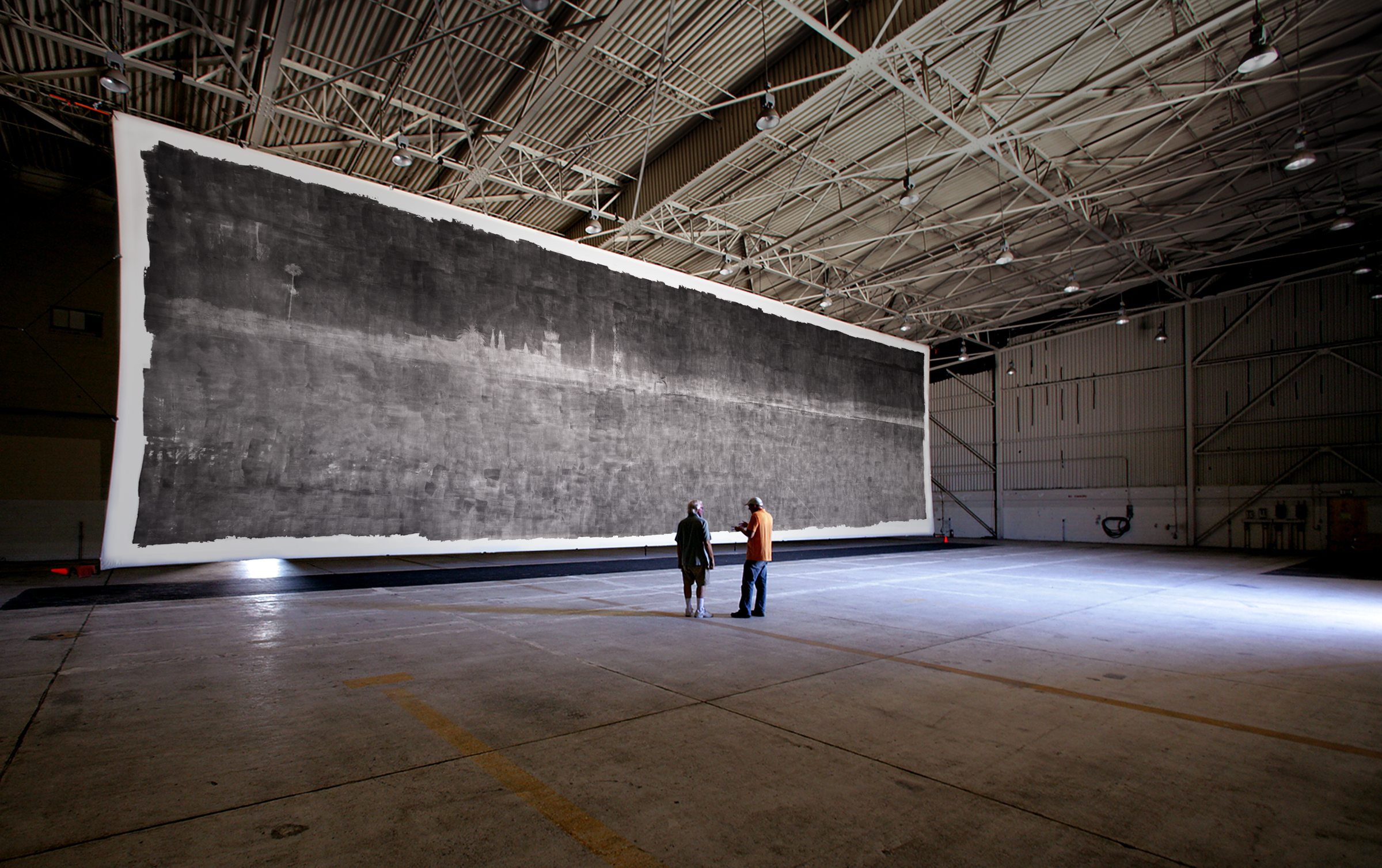
The Great Picture в ангаре для камеры-обскуры.

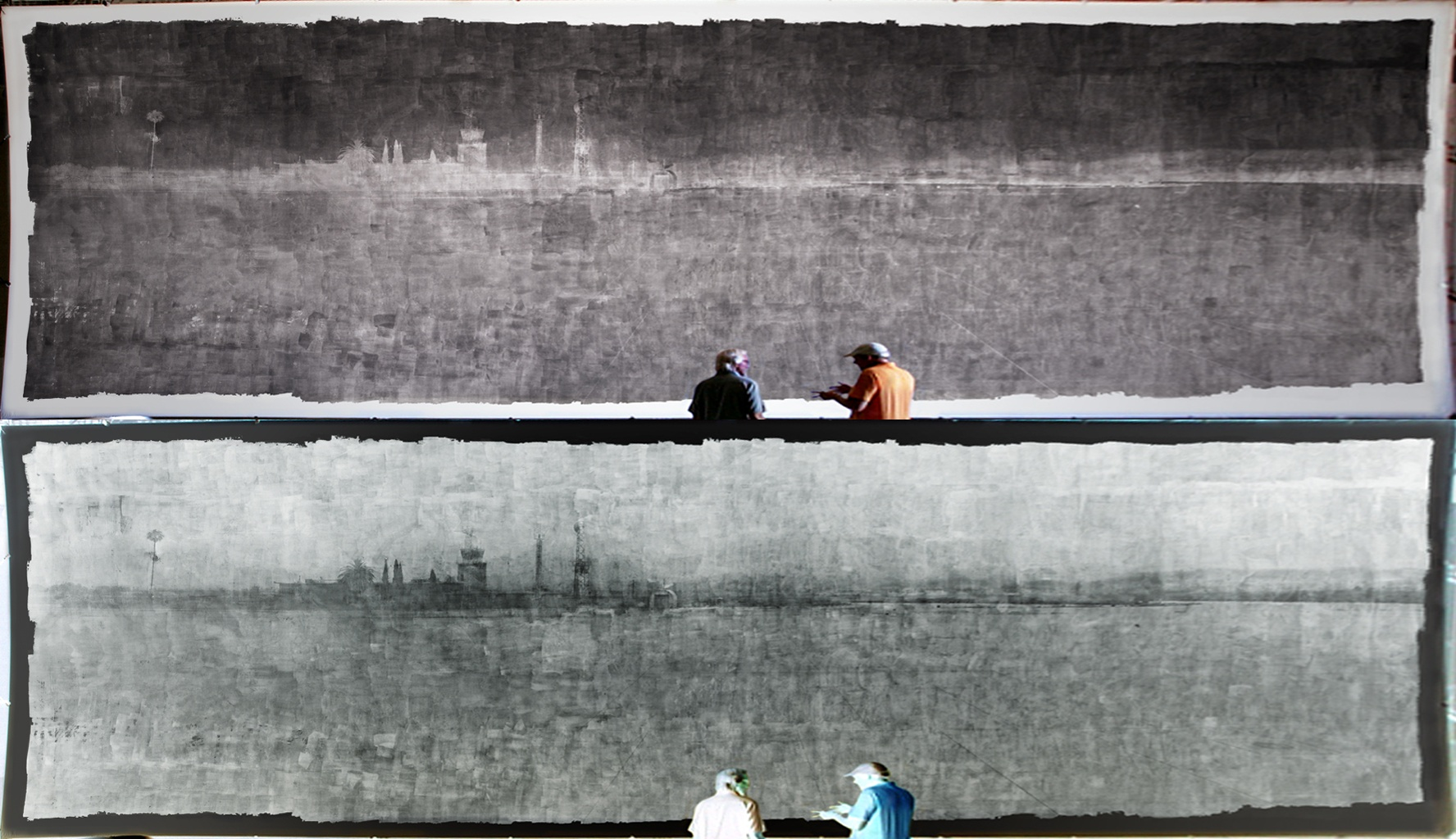
Орторектифицированное негативное (вверху) и позитивное (внизу) изображения фотографии, частично заслонённое двумя людьми.

По состоянию на 2011 год «Большая фотография» (англ. The Great Picture) занесена в книгу рекордов Гиннесса как самая большая печатная фотография (34 метров в ширину и 9,8 в высоту), а фотоаппарат, с помощью которого она была сделана, — рекордсмен по размеру в мире. Фотография была сделана в 2006 году в рамках проекта «Наследие» (Legacy Project) — фотокомпиляции и записи истории авиабазы морской пехоты Эль-Торо в процессе её преобразования в Большой парк округа Ориндж. В рамках проекта заброшенный ангар F-18 № 115 на закрытой базе истребителей в Ирвайне, штат Калифорния, США, использовался в качестве самой большой в мире камеры-обскуры. Целью проекта было сделать чёрно-белый негативный снимок авиабазы морской пехоты с её диспетчерской вышкой и взлётно-посадочными полосами, с холмами Сан-Хоакин на заднем плане. Фотография была представлена 12 июля 2006 года на приёме в ангаре, а 6 сентября 2007 года впервые выставлена в Колледже дизайна Арт-центра в Пасадене, штат Калифорния.

## Конструкция камеры-обскуры

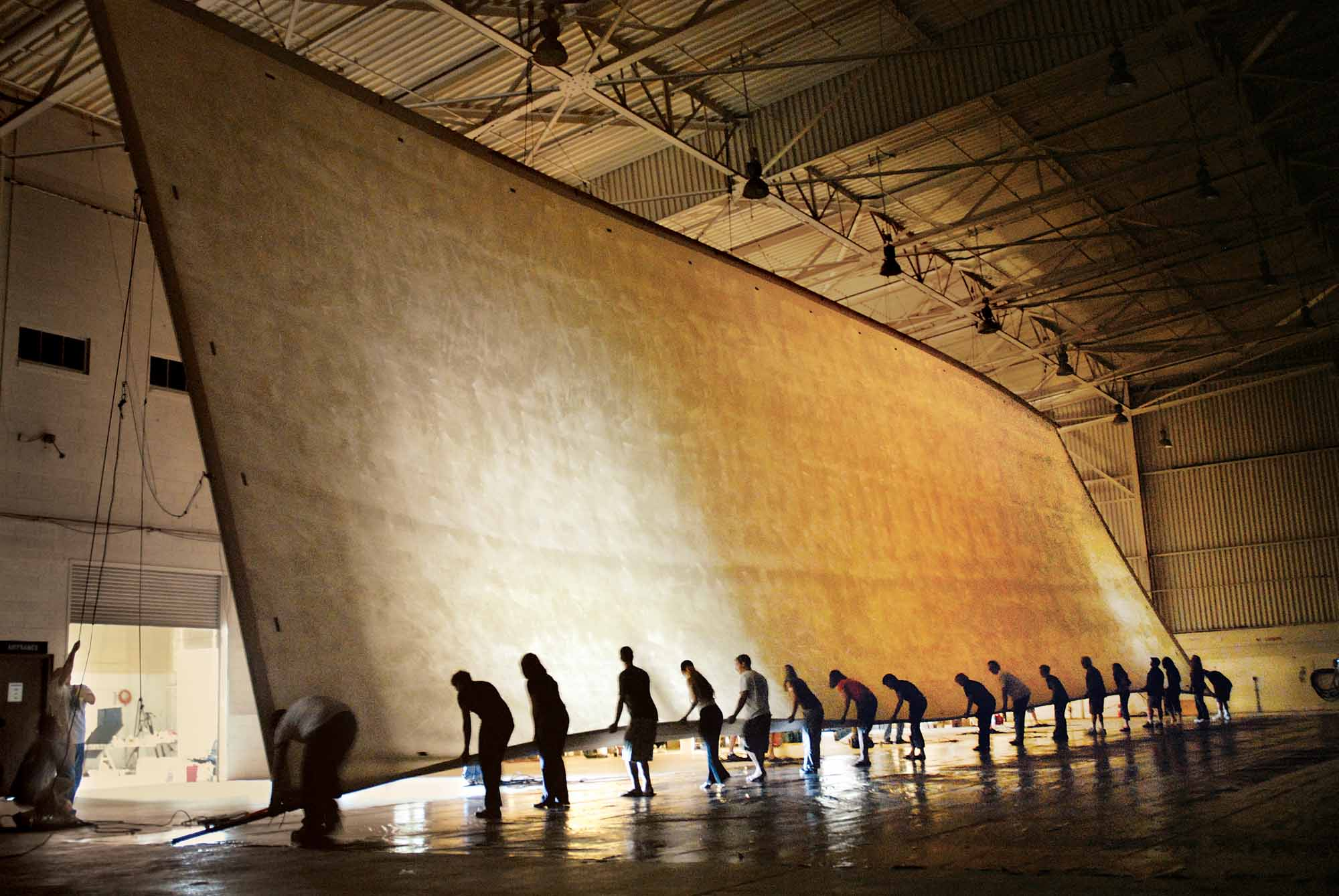
Добровольцы поднимают муслиновую ткань на место.

Шесть фотографов, Джерри Бёрчфилд, Марк Чемберлен, Жак Гарнье, Роб Джонсон, Дуглас МакКаллох и Клейтон Спада, а также около 400 помощников построили самую большую в мире камеру-обскуру в здании № 115 в Эль-Торо, используя 2200 м² шестимиллиметрового чёрного вискозного полотна, 4900 л пенного заполнителя щелей, 2,4 км чёрной ленты Gorilla Tape шириной 5,1 см и 150 л чёрной аэрозольной краски, чтобы сделать ангар светонепроницаемым. Камера имела размеры 48,76 м в ширину, 13,71 м в высоту и 24,38 м в глубину.
Бесшовный кусок муслиновой ткани покрыли фотоэмульсионным слоем из 80 л желатиновой галогенидосеребряной эмульсии и затем подвесили к потолку на расстоянии около 24 м от отверстия диаметром чуть менее 6 мм, расположенного на высоте 4,6 м над уровнем земли на металлической двери ангара. Расстояние между отверстием и тканью рассчитали 17 м для наилучшего охвата, а время экспозиции было составило на 35 минут.

## Проявка

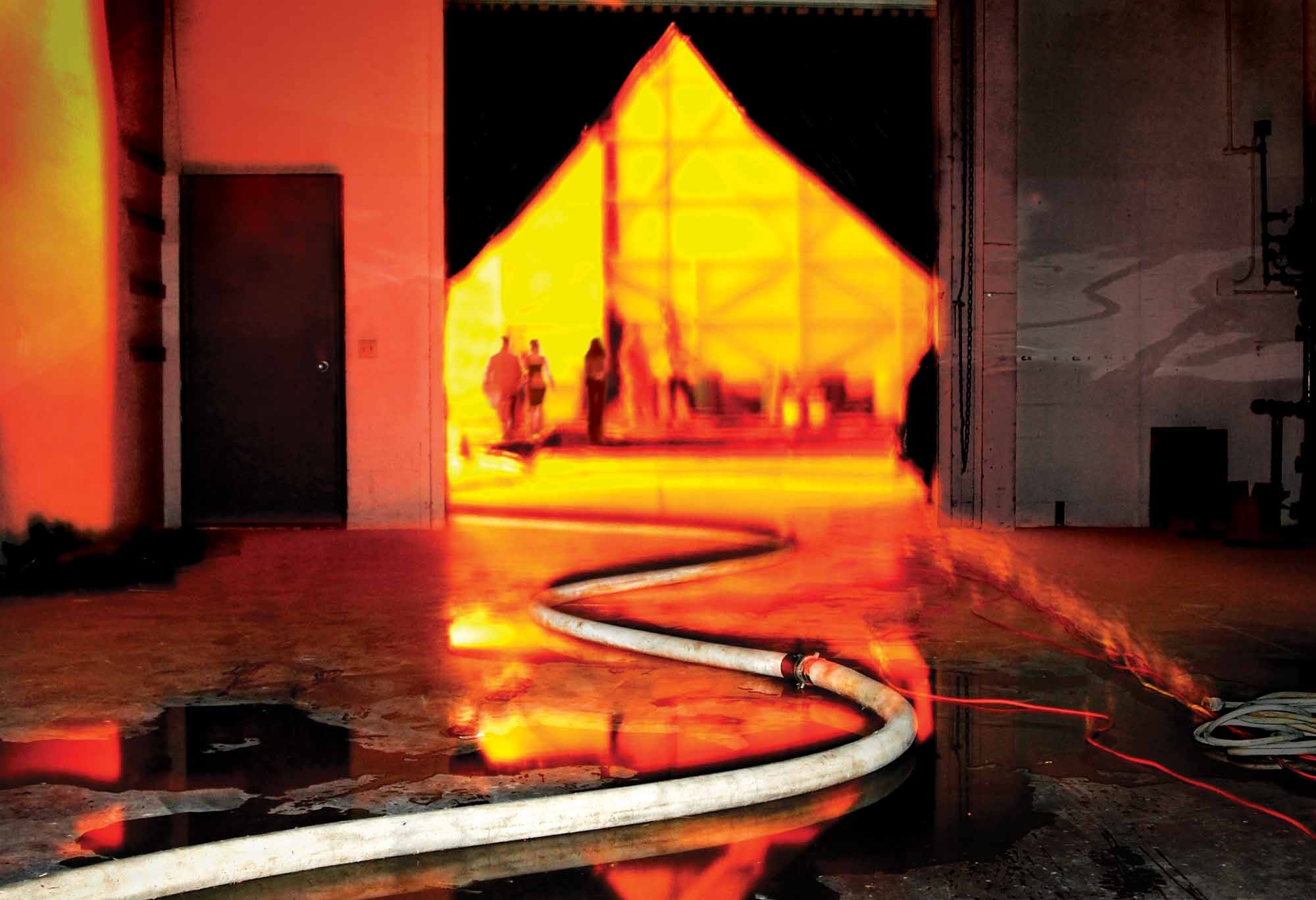
The Great Picture отмыта с помощью пожарных гидрантов.

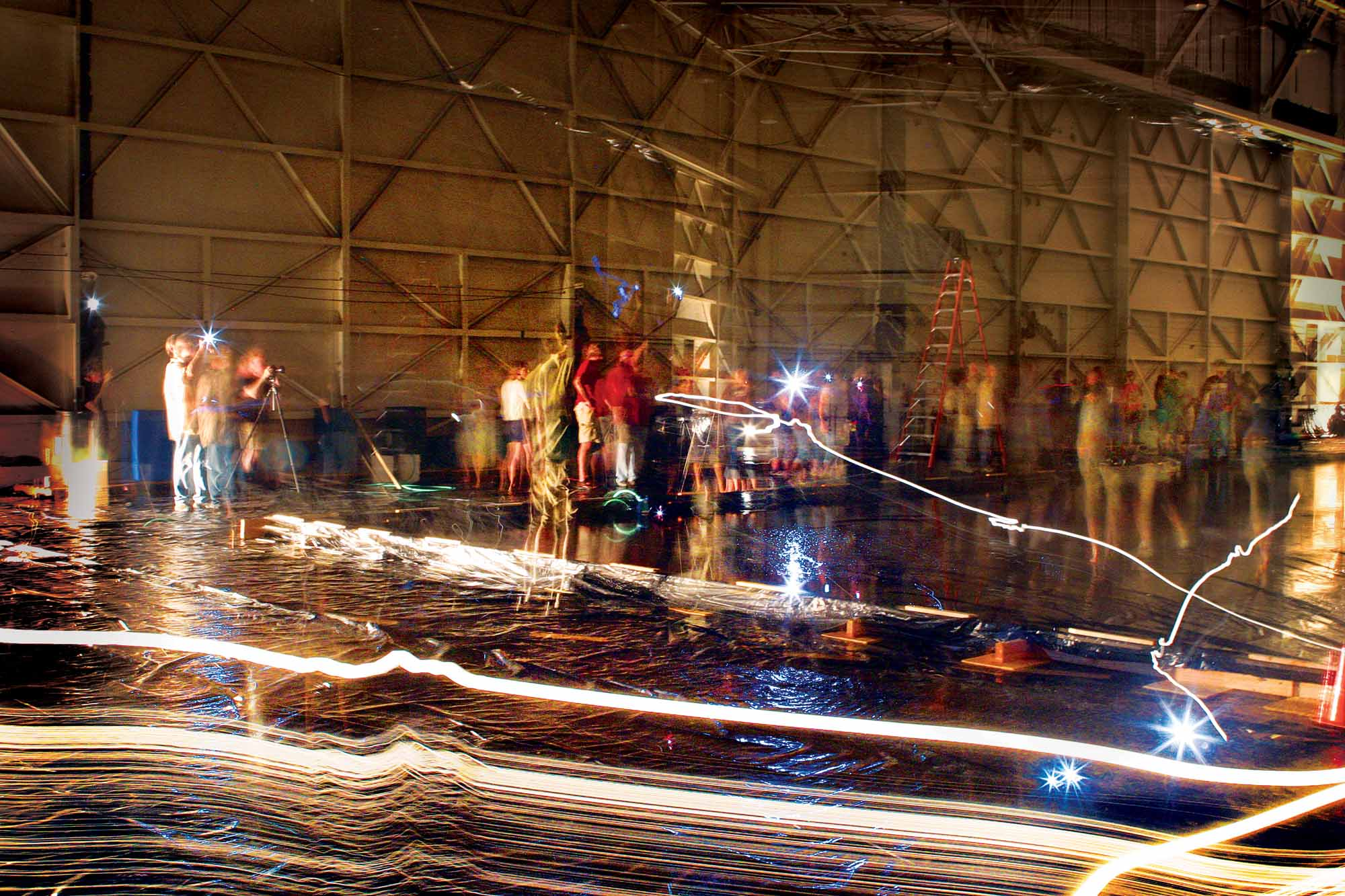
Длительная экспозиция во время проявки.

Ангар, превращённый в камеру, создал панорамное изображение того, что находилось по другую сторону двери, используя многовековой принцип пинхол-камеры или камеры-обскуры. Изображение бывшей авиационной станции морской пехоты Эль-Торо оказалось перевёрнутым сверху вниз и отражённым слева направо после проецирования через крошечное отверстие в металлической двери ангара.
80 добровольцев проявляли непрозрачный негатив в течение пяти часов в виниловом лотке, размером с олимпийский бассейн в 2300 л традиционного проявителя и 4500 л закрепителя, закачанные в лоток с помощью насосов большого объёма. Затем фотографию промыли с помощью пожарных шлангов, подсоединённых к двум гидрантам. Готовый отпечаток получился 34×9,8 м, а его фактическая площадь составила 325,44 м².

## Выставки
The Great Picture выставлялась в следующих местах:
- The Great Picture Unveiling представлена 12 июля 2006 года в ангаре № 115 (где и была сделана) в Ирвайне, Калифорния.[6]
- The Great Picture 6-29 сентября 2007 года в Колледже дизайна Арт-центра в Пасадене, Калифорния.[8][9]
- The Great Picture: Самая большая в мире фотография, сделанная 8-27 марта 2011 года в Художественном музее Центральной академии изящных искусств в Пекине, Китай.[5][10]
- The Great Picture: Крупнейшая в мире фотография и проект «Наследие» 16 июля — 8 октября 2011 года в Центре искусств Калвера и Художественной галерее Суини /Калифорнийский университет, Риверсайд в Риверсайде, Калифорния.[2][11]
- The Great Picture: Крупнейшая в мире фотография и проект «Наследие» в Центре современного искусства (Новый Орлеан) 23 ноября — 15 декабря 2013 года.[12]
- Национальный музей авиации и космонавтики Смитсоновского института, апрель-ноябрь 2014.[13][14][15]

## Книги
- Фотографические возможности, Третье издание, Роберт Хирш; 304 страницы; Январь 2009 г.; опубликовано Focal Press, Оксфорд, Англия.
- Книга об альтернативных фотографических процессах, Второе издание, Кристофер Джеймс; 660 страниц; Февраль 2008 года; опубликовано издательством Thomson Delmar Publishing, Клифтон-Парк, Нью-Йорк.
- Pinhole Photography: От исторической техники до цифрового применения, четвёртое издание, Эрик Реннер; 272 страницы; ноябрь, 2007; издано Focal Press, Оксфорд, Англия.